# 凱米托港

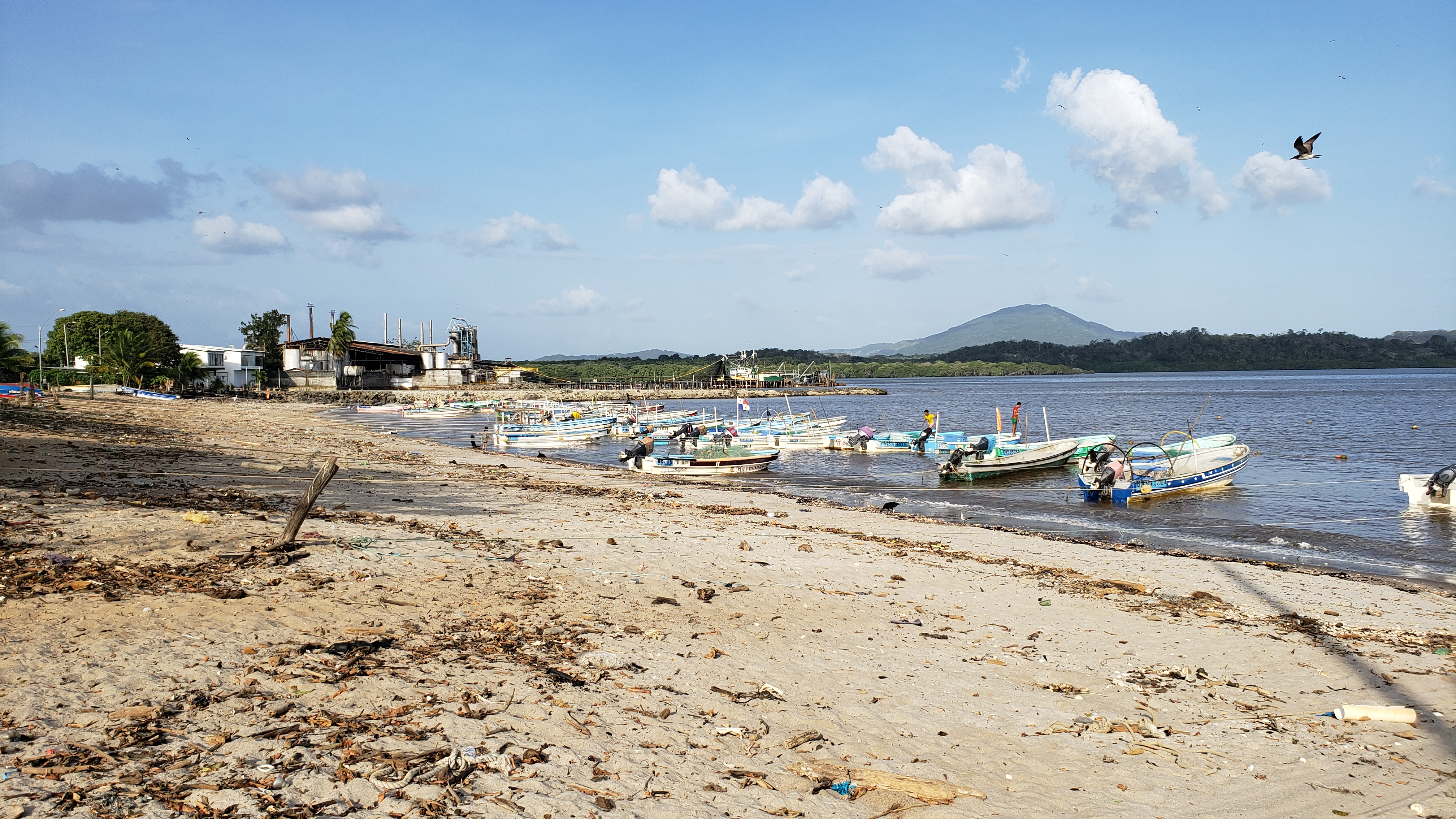
凱米托港

凱米托港（西班牙語：Puerto Caimito），是巴拿馬的城鎮，位於該國中東部，由西巴拿馬省的拉喬雷拉區負責管轄，面積56.6平方公里，海拔高度1米，2010年人口16,951，人口密度每平方公里299.5人。